# Miloslav Vlk
Miloslav Vlk (17 de maig de 1932-17 de març de 2017) fou un cardenal txec de l'Església Catòlica, arquebisbe emèrit de Praga, que va ser considerat com un possible candidat per succeir Joan Pau II.

## Biografia
Vlk va néixer al llogaret de Líšnice, al districtre de Písek, a la regió de Bohèmia Meridional. Passà la seva infància a Záluží, prop de Chyšky, on assistí a l'escola elemental i on experimentà el treball dur d'una granja.
Amb 11 anys començà a pensar en el presbiterat. La seva idea inicial de la vocació presbiteral li vingué perquè se sentí particularment desafiat per un pòster que penjava a la seva parròquia que li cridà l'atenció. El pòster deia: "No t'agradaria ser un capellà?". Aquest objectiu semblava inabastable en aquells moments, i somià en ser pilot aeronàutic.
El 20 de juny passà els seus exàmens finals a l'escola secundària de České Budějovice, a la Bohèmia Meridional. Durant aquells anys de persecució per part del règim comunista els estudis teològics eren impossibles, de manera que entre 1952 i 1953 treballà a la fàbrica d'automòbils a České Budějovice i entre 1953 i 1955 va fer el servei militar a Karlovy Vary.
Malgrat la situació política, després de ser llicenciat va poder estudiar per ser arxiver a la Facultat d'Arts de la Universitat Carolina de Praga, titulant-se el 1960. Treballà en diversos arxius de la Bohèmia Meridional: als Arxius Regionals de Třeboň; i entre 1960 i 1964 a České Budějovice, on serví com a director.
En aquell temps publicà una sèrie d'articles en diverses revistes científiques. El 1964 deixà el seu treball per estudiar a la Facultat de Teologia de Sants Ciril i Metodi de Litoměřice (1964–1968).

### Presbiterat
El 23 de juny de 1968, enmig de la "Primavera de Praga", va ser ordenat prevere a l'edat de 36 anys, sent nomenat immediatament secretari del bisbe de České Budějovice, Josef Hlouch (1968–1971).
Les autoritats estatals, preocupades per la seva influència i la seva autoritat pastoral, l'obligaren el 1971 a abandonar České Budějovice i l'enviaren a les parròquies de Lažiště i Záblatí, aïllades a les muntanyes de la Selva de Bohèmia al districte de Prachatice. L'1 de novembre de 1972 era rector de Rožmitál pod Třemšínem, a Bohutín i Drahenice. El 1978 les autoritats estatals, en col·laboració amb els comunistes locals, revocaren la seva autorització estatal per exercir el seu ministeri presbiteral.
Miloslav Vlk va haver de viure a la clandestinitat a Praga entre octubre de 1978 i el 31 de desembre de 1988. Entre 1978 i 1976 treballà netejant finestres a Praga. A més, durant aquest període, continuà amb la seva activitat pastoral, tot i que secretament, amb petits grups de laics. Entre 1986 i 1988 va poder treballar als arxius del districte del Banc Estatal Txecoslovac a Praga.
El 21 de gener de 1989, en començar el "punt d'inflexió", se li va permetre exercir el ministeri presbiteral per un any "de prova". Va esdevenir prevere de parròquia a Žihobce i Bukovník, a la regió de Klatovy, a la Bohèmia Occidental. Subseqüentment, l'1 de setembre de 1989, començà a treballar com a capellà a la frontera amb Baviera, a Čachrov, Javorná, Železná Ruda, Běšiny i Stráž na Šumavě.

### Bisbe
Amb la Revolució de Vellut, la història del treballador Miloslav Vlk canvià de cop i volta. El 14 de febrer de 1990 el Papa Joan Pau II el nomenà bisbe de České Budějovice, rebent l'ordenació episcopal el 31 de març de 1990 pel bisbe Antonín Liška.
Després d'un any, el 27 de març de 1991, el Papa Joan Pau II nomenà Vlk com a arquebisbe de Praga, succeint el cardenal František Tomášek. La instal·lació oficial va tenir lloc l'1 de juny de 1991. Al consistori del 26 de novembre de 1994 va ser creat i proclamat cardenal pel Papa Joan Pau II, esdevenint cardenal prevere de Santa Croce in Gerusalemme.
El 1992 va ser elegit President de la Conferència Episcopal Txeca, càrrec que ocuparia fins al 2001. Des del 16 d'abril de 1993 i fins al 31 de maig de 2001 el cardenal Vlk va ser President del Consell de les Conferències Episcopals d'Europa, succeint el cardenal Carlo Maria Martini, arquebisbe de Milà. A més va ser Secretari Especial de la Primera Assemblea Especial per Europa del Sínode de Bisbes (1991), i va participar en la Novena Assemblea General del Sínode de Bisbes (1994) i a la 2a Assemblea General per Europa (1999).
Vlk va ser un dels cardenals electors que participaren en el conclave de 2005 que trià el Papa Benet XVI. Vlk arribà als 80 anys el 17 de maig de 2012, perdent el dret a participar en qualsevol conclave futur; cessant a més dels seus diversos càrrecs curials. Era membre de la Congregació per a les Esglésies Orientals, dels Consell pontifici per a les Comunicacions Socials i del Consell Especial per Europa del Secretariat General del Sínode de Bisbes.
El Papa acceptà el retir del cardenal Vlk com a arquebisbe de Praga el 13 de febrer de 2010, nomenant Dominik Duka per succeir-lo.
El cardenal havia servir durant 18 anys com a Moderador dels Amics-Bisbes del Moviment Focolare. El 10 d'agost de 2012 va ser succeït per l'arquebisbe Francis Xavier Kriengsak Kovithavanij, titular de la seu de Bangkok.

## Opinions

### Propietats de l'Església a la República Txeca
Vlk va lluitar durant tota una dècada per un nou marc legal per l'Església Catòlica a la República Txeca, que hagués inclòs resoldre uns 6.000 milions de dòlars en propietats de l'Església confiscades pel règim comunista i que mai no es retornaren. Això inclou prop de 4.000 km² de boscos que formaven la base econòmica tradicional de l'Església.

### Grups polítics
Vlk ha estat molt crític amb el creixement de l'extrema dreta xenòfoba a l'Europa Central, unint-se a les protestes dels jueus el 2007 quan aquests moviments planejaven una manifestació pel barri jueu de Praga en l'aniversari de la Kristallnacht.
El 41è aniversari de la invasió de Txecoslovàquia pel Pacte de Varsòvia, el cardenal Vlk reclamà la prohibició del Partit Comunista de Bohèmia i Moràvia, que actualment és el tercer partit polític més popular de la República Txeca, d'acord amb els estudis d'opinió.

### Conflicte amb els Lefebvrites
El 2006, Vlk criticà un grup de tradicionalistes Lefebvrites que van realitzar una conferència a Praga, acusant-los de simpaties vers l'antisemitisme i el neonazisme. Els organitzadors locals respongueren que Vlk mostrà «mala voluntat de condemnar a l'ostracisme social dels catòlics que apunten a les conseqüències negatives dels processos de liberalització a l'Església.»

## Honors
Cavaller de II Classe de l'Orde de Tomáš Garrigue Masaryk - 2002
 Creu de Comanador de l'orde al Mèrit de la República Federal Alemanya - 1999